# Tabardilla Parda
Tabardilla Parda es el nombre de una variedad cultivar de manzano (Malus domestica). Esta manzana es originaria de Galicia, está cultivada en la colección de árboles frutales y banco de germoplasma de Mabegondo con el Nº 51; ejemplares procedentes de esquejes localizados en Oza dos Rios, del municipio de Oza-Cesuras (La Coruña).

## Sinónimos
- "Manzana Tabardilla Parda",[4][5]
- "Maceira Tabardilla Parda".

## Características
El manzano de la variedad 'Tabardilla Parda' tiene un vigor vigoroso. Tamaño grande y porte erguido.
Época de inicio de brotación a partir del 31 de marzo y de floración a partir de 23 de abril.
Las hojas tienen una longitud del limbo de tamaño corto, con la máxima anchura del limbo estrecha. Longitud de las estípulas es media y la máxima anchura de las estípulas es media. Denticulación del borde del limbo es biserrado, con la forma del ápice del limbo acuminado y la forma de la base del limbo es obtuso. Con subestípulas presentes.
Sus flores tienen una longitud de los pétalos media, anchura de los pétalos es ancha, disposición de los pétalos en contacto entre sí, con una longitud del pedúnculo media.
La variedad de manzana 'Tabardilla Parda' tiene un fruto de tamaño medio, de forma plana-globosa, de color ocre, sin chapa. Epidermis de textura rugosa, sin pruina en su superficie y con presencia de cera nula. Sensibilidad al "russeting" (pardeamiento áspero superficial que presentan algunas variedades) muy sensible. Con lenticelas de tamaño pequeño.
Los sépalos están dispuestos erectos, y en contacto en su base; su fosa calicina profunda y de una anchura media. Pedúnculo de grosor grueso y de longitud medio, siendo la cavidad peduncular de una profundidad media y de anchura media. Con pulpa de color blanca-amarilla, cuya firmeza es intermedia y textura intermedia; su jugosidad es intermedia con sabor de acidez media, y aromática.
Época de maduración y recolección es el 26 de septiembre. 'Tabardilla Parda' es una manzana que su destino es la conservación de esta variedad en el banco de germoplasma de Mabegondo como reserva genética.

## Susceptibilidades
- Oidio: no presenta
- Moteado: no presenta
- Raíces aéreas: ataque medio
- Momificado: no presenta
- Pulgón lanígero: no presenta
- Pulgón verde: no presenta
- Araña roja: no presenta
- Chancro del manzano: no presenta[3]